# (79518) 1998 MF3
1998 أم أف 3 (ويعرف أيضًا باسم (79518) 1998 أم أف 3 وفق تسمية الكوكب الصغير) (بالإنجليزية: 1998 MF3)‏ هو كويكب ضمن حزام الكويكبات؛ وترتيبه 79518 من حيث الاكتشاف.
اكتُشف هذا الجُرم الفلكي بواسطة Frank B. Zoltowski ‏ في 16 يونيو 1998.

## وصلات خارجية
- (79518) 1998 MF3 في قاعدة بيانات مختبر الدفع النفاث لأجرام النظام الشمسي الصغيرة

- الاكتشاف · مخطط المدار ·  العناصر المدارية · المعلمات المادية

- (79518) 1998 MF3 على موقع ويكي سكاي: DSS2, SDSS, GALEX, IRAS, Hydrogen α, X-Ray, Astrophoto, Sky Map, Articles and images